# Darbnik
Darbnik là một đô thị thuộc tỉnh Ararat, Armenia. Dân số ước tính năm 2011 là 1117 người.